# Dekanat żabinecki
Dekanat żabinecki – jeden z dziewięciu dekanatów wchodzących w skład eparchii brzeskiej i kobryńskiej Egzarchatu Białoruskiego Patriarchatu Moskiewskiego.

## Parafie w dekanacie
- Parafia Zaśnięcia Najświętszej Maryi Panny w Bulkowie
  - Cerkiew Zaśnięcia Najświętszej Maryi Panny w Bulkowie
- Parafia św. Włodzimierza Wielkiego w Czyżewszczyźnie
  - Cerkiew św. Włodzimierza Wielkiego w Czyżewszczyźnie
  - Kaplica sanatoryjna Ikony Matki Bożej „Uzdrowicielka” w Sosnowym Borze
- Parafia Ikony Matki Bożej „Niewyczerpany Kielich” w Leninskim
  - Cerkiew Ikony Matki Bożej „Niewyczerpany Kielich” w Leninskim
- Parafia Narodzenia św. Jana Chrzciciela w Maciejewiczach
  - Cerkiew Narodzenia św. Jana Chrzciciela w Maciejewiczach
- Parafia Wniebowstąpienia Pańskiego w Ogrodnikach
  - Cerkiew Wniebowstąpienia Pańskiego w Ogrodnikach
- Parafia Opieki Matki Bożej w Orepiczach
  - Cerkiew Opieki Matki Bożej w Orepiczach
- Parafia św. Mikołaja Cudotwórcy w Oziatach
  - Cerkiew św. Mikołaja Cudotwórcy w Oziatach
- Parafia św. Walentyny Mińskiej w Rakitnicy
  - Cerkiew św. Walentyny Mińskiej w Rakitnicy
- Parafia św. Dymitra Sołuńskiego w Rogoźnie
  - Cerkiew św. Dymitra Sołuńskiego w Rogoźnie
- Parafia św. Mikołaja Cudotwórcy w Siechnowiczach Wielkich
  - Cerkiew św. Mikołaja Cudotwórcy w Siechnowiczach Wielkich
- Parafia Wszystkich Świętych w Starej Wsi
  - Cerkiew Wszystkich Świętych w Starej Wsi
- Parafia św. Michała Archanioła w Szczepankach
  - Cerkiew św. Michała Archanioła w Szczepankach
- Parafia Opieki Matki Bożej w Żabince
  - Cerkiew Opieki Matki Bożej w Żabince
  - Kaplica św. Proroka Eliasza w Sakach
- Parafia św. Cyryla Turowskiego w Żabince
  - Cerkiew św. Cyryla Turowskiego w Żabince
- Parafia św. Nikity w Żabince
  - Cerkiew św. Nikity w Żabince

## Klasztory
- Monaster Przemienienia Pańskiego w Chmielewie

## Galeria

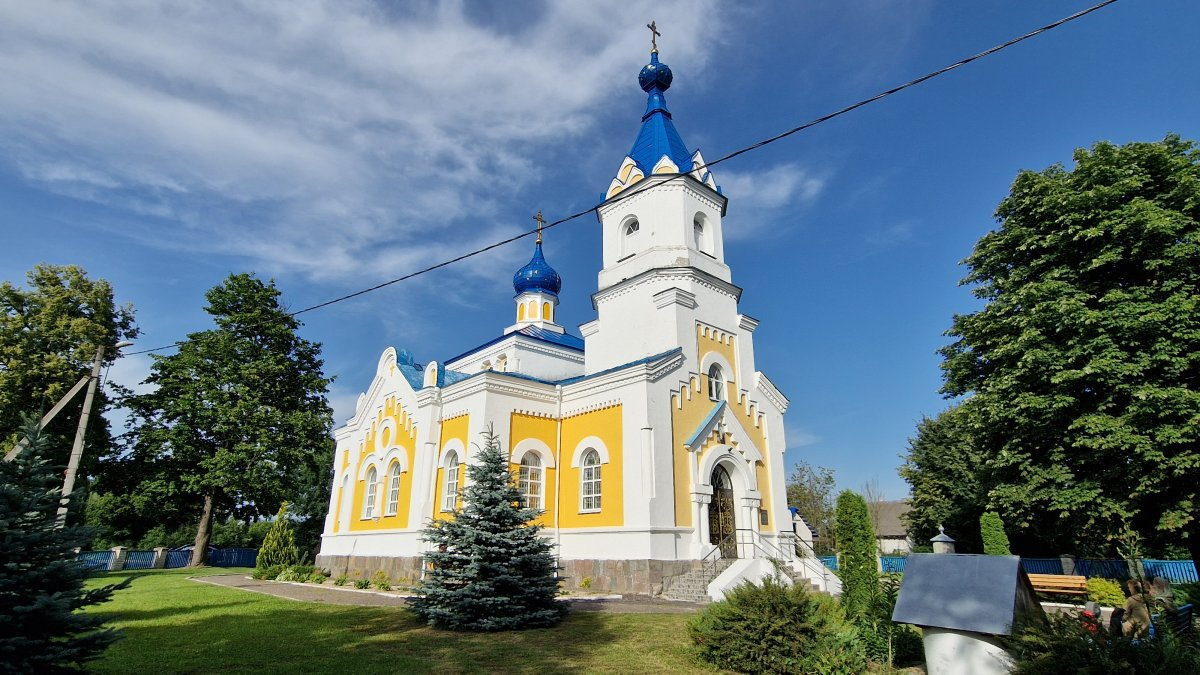
Cerkiew Zaśnięcia Najświętszej Maryi Panny w Bulkowie
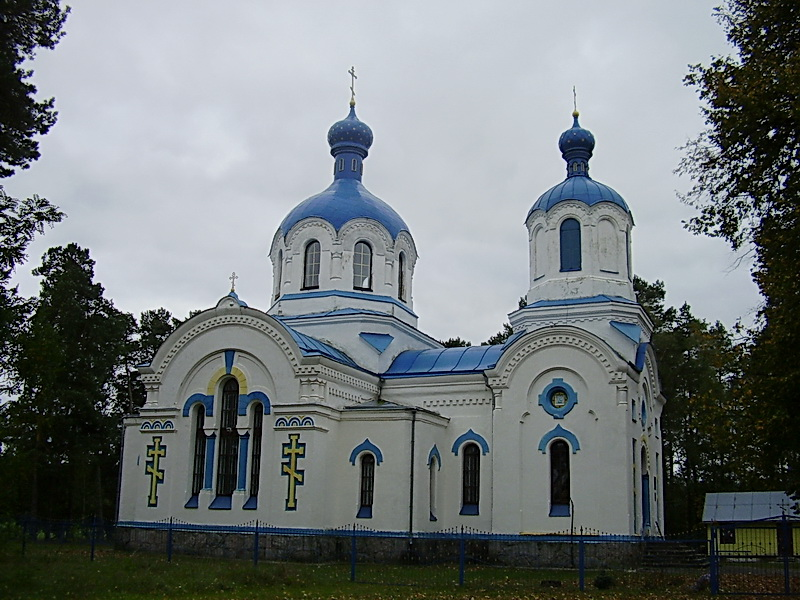
Cerkiew św. Włodzimierza Wielkiego w Czyżewszczyźnie
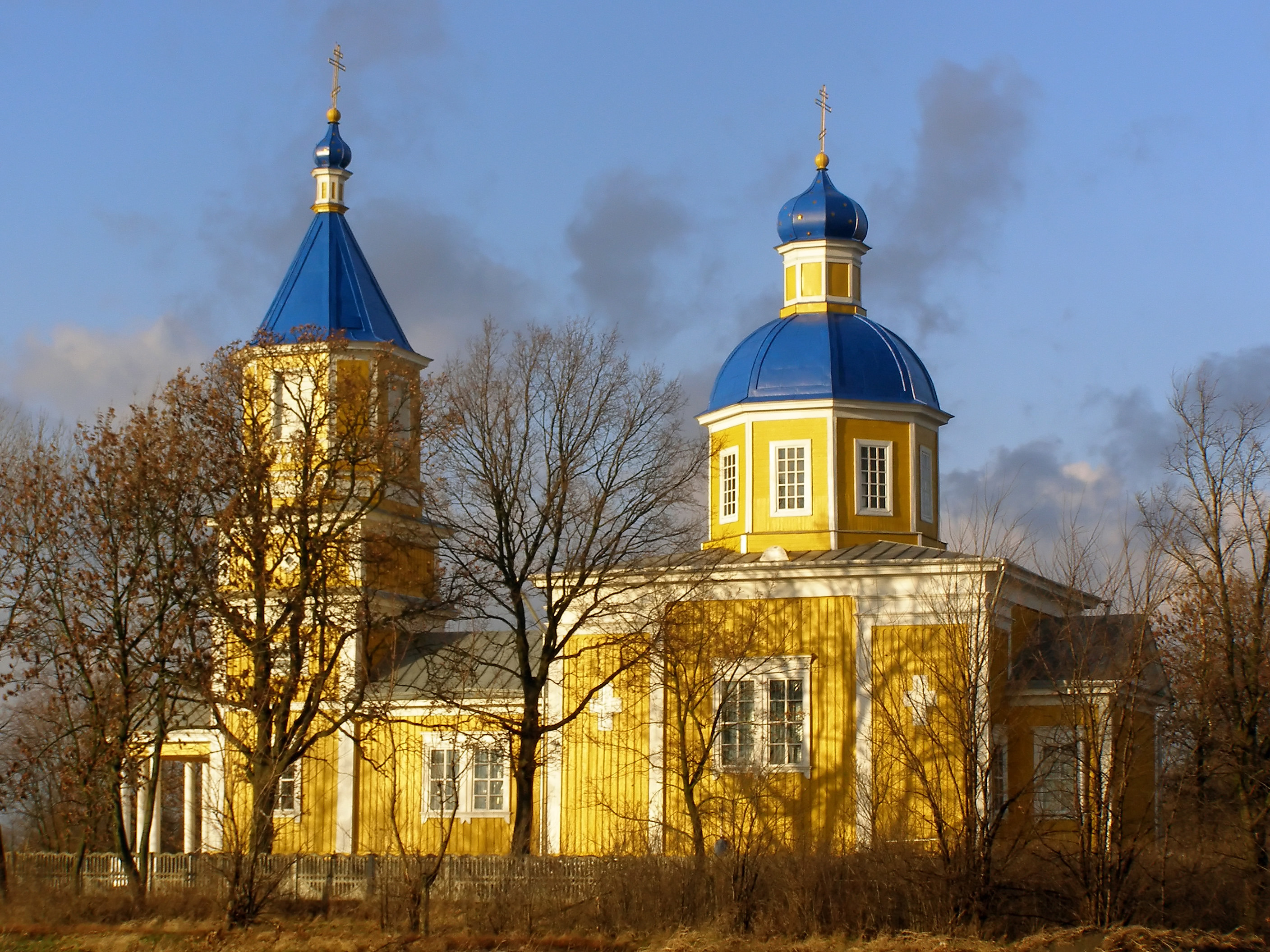
Cerkiew św. Mikołaja Cudotwórcy w Oziatach
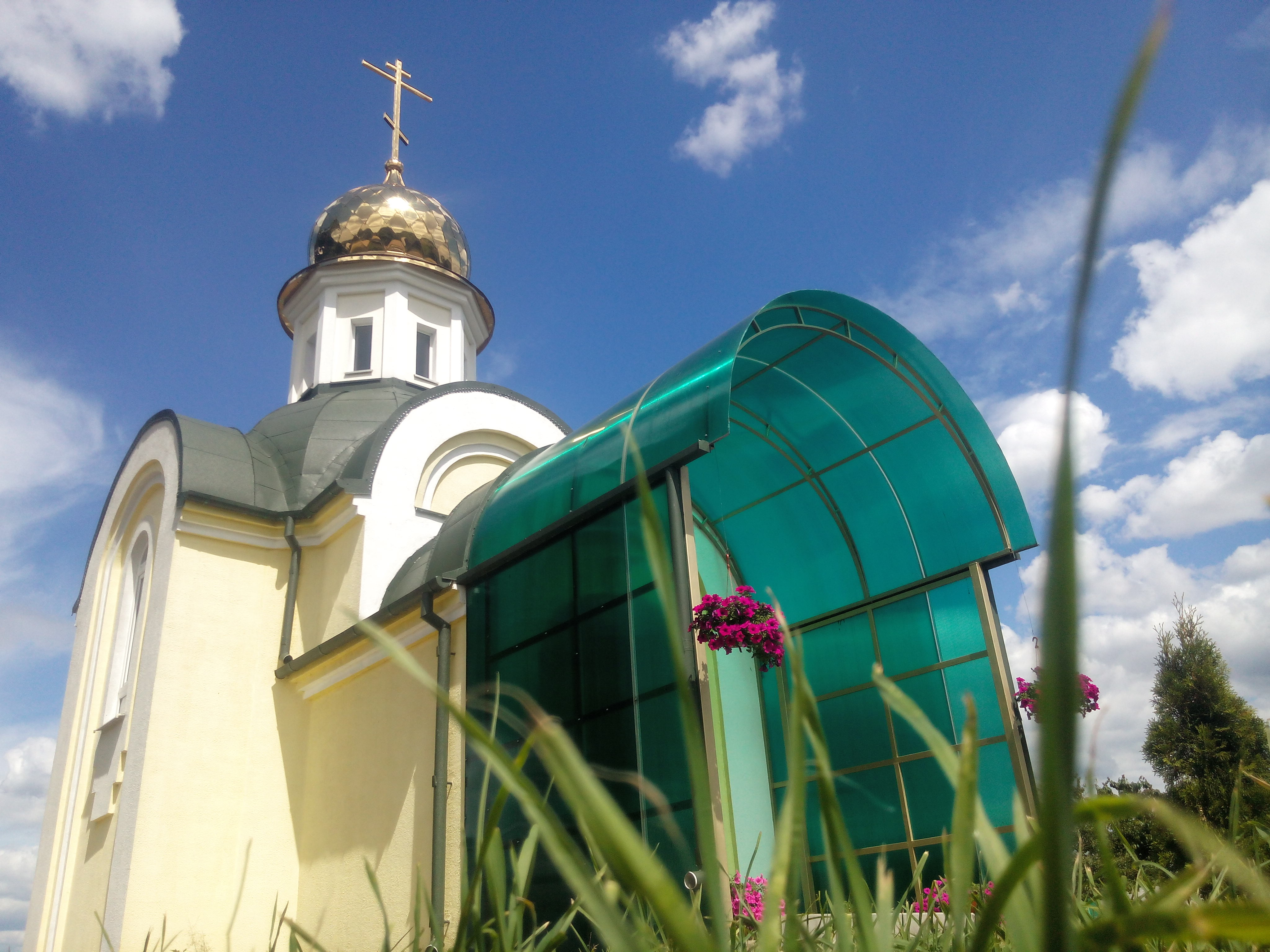
Kaplica św. Proroka Eliasza w Sakach
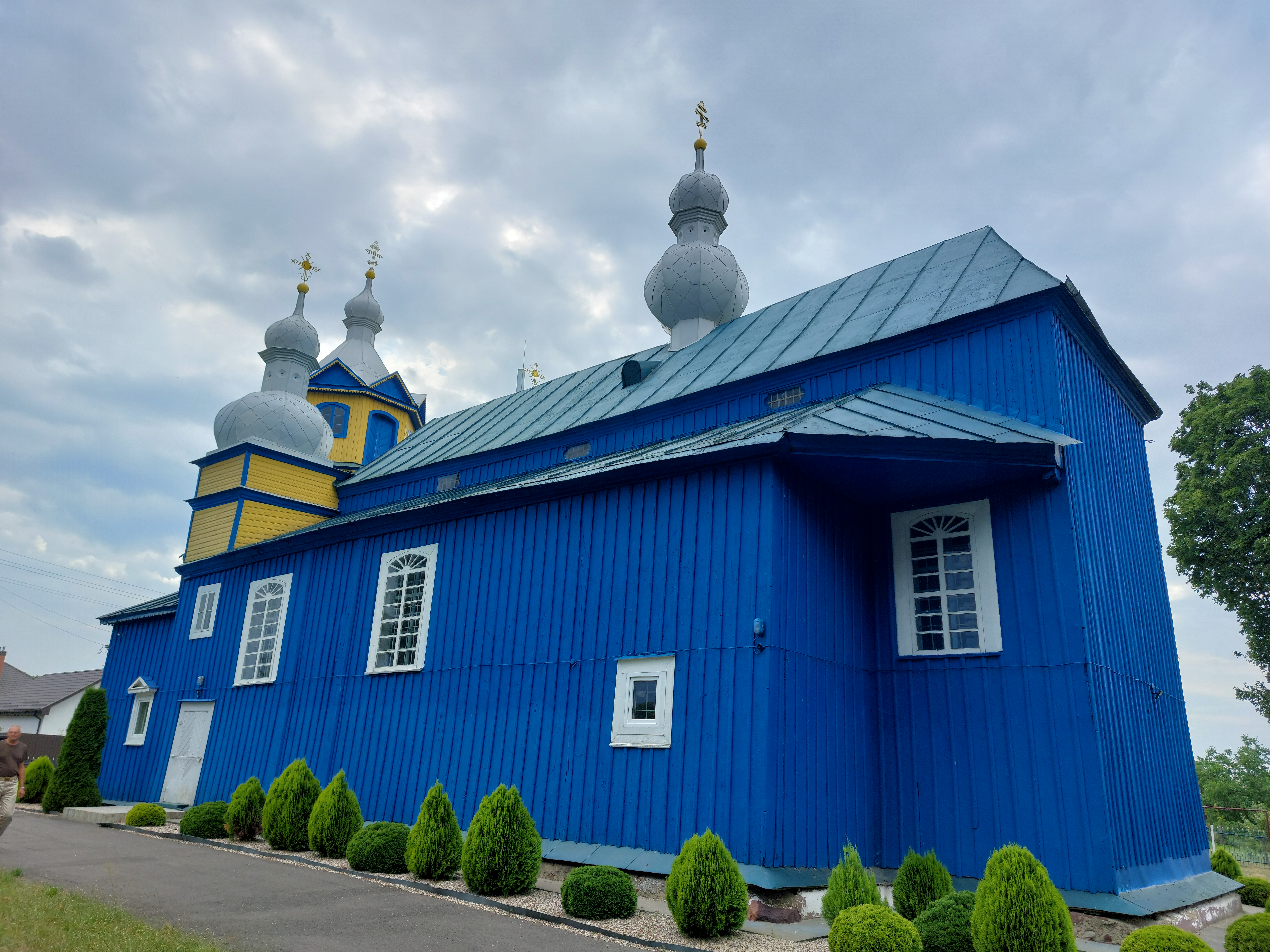
Cerkiew św. Michała Archanioła w Szczepankach
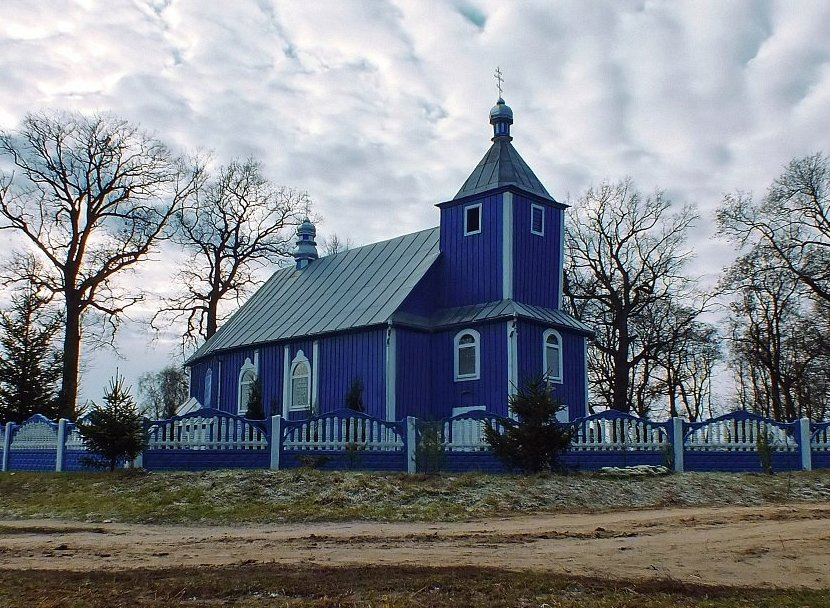
Cerkiew św. Mikołaja Cudotwórcy w Siechnowiczach Wielkich
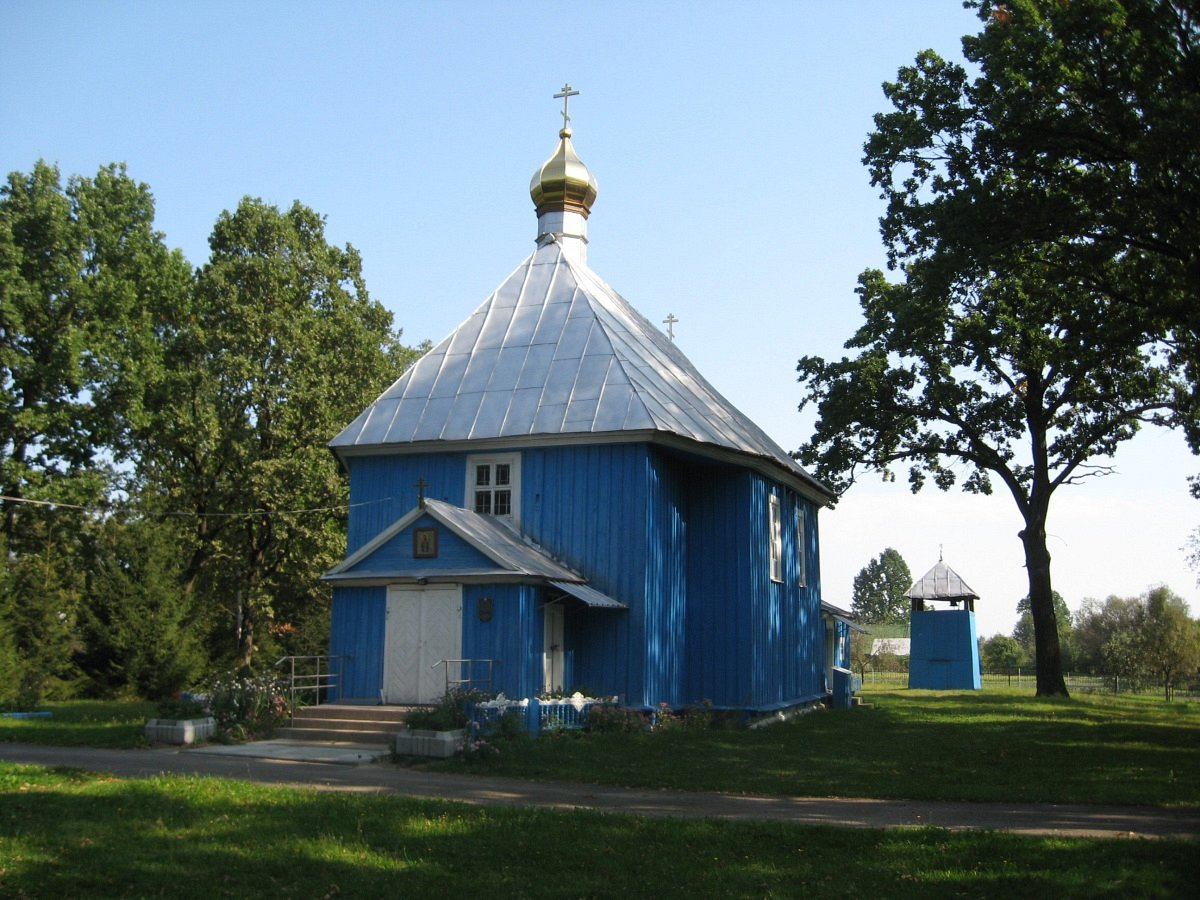
Cerkiew św. Nikity w Żabince–Zdzitowie